# Charlotte County (New Brunswick)
Der Charlotte County liegt im Süden der kanadischen Provinz New Brunswick an der Atlantikküste. Größte Stadt des Countys ist St. Stephen, in Saint Andrews liegt der Countysitz. Der County hat 25.428 Einwohner (Stand: 2016).
2011 betrug die Einwohnerzahl 26.549 auf einer Fläche von 3.424,33 km².

## Städte und Gemeinden
| Name           | Status     | Fläche km² | Einwohner | Ew./km² |
| -------------- | ---------- | ---------- | --------- | ------- |
| St. Stephen    | Kleinstadt | 13,45      | 4.817     | 358,0   |
| Grand Manan    | Dorf       | 150,86     | 2.377     | 15,8    |
| Saint Andrews  | Kleinstadt | 8,35       | 1.889     | 226,2   |
| St. George     | Kleinstadt | 16,13      | 1.543     | 95,6    |
| Blacks Harbour | Dorf       | 8,90       | 982       | 110,3   |